# Christer Wiklund (musikpedagog)
För andra betydelser, se Christer Wiklund.
Lars Olof Christer Wiklund, född 31 oktober 1951, är en svensk pedagog och professor.
Christer Wiklund är musikdirektör och filosofie doktor i pedagogik. Han har varit professor vid Kungl. Musikhögskolan och prefekt vid Institutionen för konst, kommunikation och lärande vid Luleå tekniska universitet i Piteå. Han var under sin tid som chef för Musikhögskolan i Piteå (1997–2005) drivande i uppbyggnaden av nya utbildningar och forskning, samt tillkomsten av konserthuset och företagsbyn Acusticum. Wiklund är ledamot av Kungl. Skytteanska Samfundet (1999) och invaldes som ledamot av Kungliga Musikaliska Akademien den 12 maj 2014. Åren 2015–2017 var han ordförande för Institutet Dans i Skolan.
Wiklund har sedan 1980-talet haft en rad nationella uppdrag som sakkunnig inom det musikpedagogiska området med bland annat Högskoleverket och Statens Kulturråd som uppdragsgivare. Han har som föredragshållare och skribent deltagit flitigt i den pedagogiska idédebatten i Sverige och utomlands. Wiklund har kombinerat forskning med pedagogisk, administrativ och konstnärlig verksamhet med huvudsaklig inriktning mot högre musikutbildning. Som en del av det internationella arbetet kan nämnas uppdraget som styrelseledamot och vice president i EAS (European Association for Music in Schools).  

## Utmärkelser
- 1989 – Högskolans i Luleå pris som årets lärare för ”hans förnämliga insats till gagn för grundutbildningen”
- 1999 –  Ledamot av Kungliga Skytteanska Samfundet
- 2005 – H.M. Konungens Medalj, 8:e storleken i Serafimerordens band för ”betydelsefulla forsknings- och utvecklingsinsatser inom musik, media och teknik”
- 2005 – Kempestiftelsernas stipendium till ”personer som med stor ledarförmåga skapat verksamheter i Kempestiftelsernas anda”
- 2014 – Ledamot av Kungliga Musikaliska Akademien